# Fährwall 7 (Stralsund)

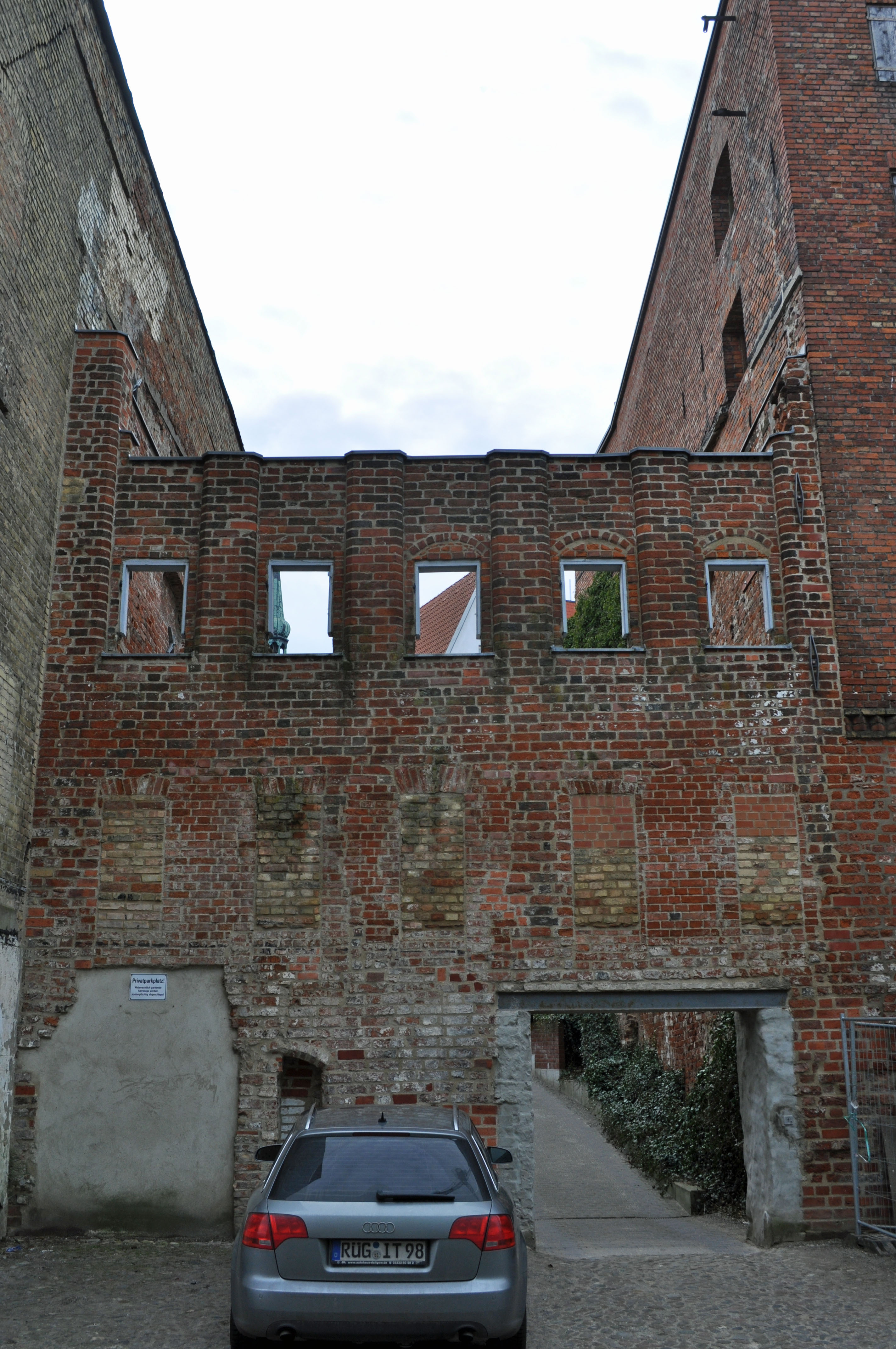
Das Haus Fährwall 7 in Stralsund (2012)

Das Haus mit der postalischen Adresse Fährwall 7 ist ein denkmalgeschütztes Gebäude in der Hansestadt Stralsund am Fährwall.
Das zweigeschossige, ursprünglich giebelständige Haus, von dem nur noch der untere Teil der Fassade erhalten ist, ist als ehemaliger Bestandteil der Stralsunder Stadtmauer mittelalterlichen Ursprungs. Es wurde zunächst als Speicher genutzt.
Die Fassade ist in Backstein ausgeführt. Der ursprünglich blendengegliederte Giebel ist nicht mehr erhalten.
Das Haus liegt im Kerngebiet des von der UNESCO als Weltkulturerbe anerkannten Stadtgebietes des Kulturgutes „Historische Altstädte Stralsund und Wismar“. In die Liste der Baudenkmale in Stralsund ist es mit der Nummer 187 eingetragen.